# Sollevamento pesi ai Giochi della XXIX Olimpiade - +75 kg femminile

## Risultati
| Pos. | Paese         | Atleta               | Strappo | Strappo | Strappo | Strappo   | Slancio | Slancio | Slancio | Slancio   | Totale |
| Pos. | Paese         | Atleta               | 1       | 2       | 3       | Risultati | 4       | 5       | 6       | Risultati | Totale |
| ---- | ------------- | -------------------- | ------- | ------- | ------- | --------- | ------- | ------- | ------- | --------- | ------ |
|      | Corea del Sud | Jang Mi-ran          | 130     | 136     | 140     | 140       | 175     | 183     | 186     | 186       | 326    |
|      | Samoa         | Ele Opeloge          | 112     | 116     | 119     | 119       | 145     | 150     | 152     | 150       | 269    |
|      | Nigeria       | Maryam Usman         | 115     | 115     | 120     | 115       | 145     | 150     | 156     | 150       | 265    |
| 4    | Stati Uniti   | Cheryl Haworth       | 112     | 115     | 118     | 115       | 140     | 144     | 150     | 144       | 259    |
| 5    | Ucraina       | Yuliya Dovhal        | 114     | 114     | 118     | 118       | 140     | 140     | 147     | 140       | 258    |
| 6    | Australia     | Deborah Lovely       | 109     | 113     | 115     | 113       | 135     | 135     | 140     | 135       | 248    |
| 7    | Grecia        | Viktoria Mavridou    | 100     | 105     | 110     | 105       | 121     | 126     | 128     | 126       | 231    |
| 8    | Perù          | Cristina Cornejo     | 93      | 97      | 99      | 97        | 123     | 128     | 130     | 128       | 225    |
| –    | El Salvador   | Eva Dimas            | 100     | 105     | 105     | 105       | 125     | 127     | 127     | -         | NF     |
| DSQ  | Ucraina       | Ol'ha Korobka        | 120     | 124     | 127     | 124       | 150     | 153     | -       | 153       | 277    |
| DSQ  | Kazakistan    | Mariya Grabovetskaya | 115     | 115     | 120     | 120       | 145     | 150     | 150     | 150       | 270    |